# سنت آنجلو موکسارو
سنت آنجلو موکسارو (به ایتالیایی: Sant'Angelo Muxaro) یک کومونه در ایتالیا است که در استان آگریجنتو واقع شده‌است.

## خصوصیات
سنت آنجلو موکسارو ۶۴٫۵۵ کیلومترمربع مساحت و ۱٬۵۴۲ نفر جمعیت دارد و ۳۳۵ متر بالاتر از سطح دریا واقع شده‌است.